# NWA World Tag Team Championship (Detroit version)
L'NWA World Tag Team Championship (Detroit version) è stato un titolo della divisione tag team della federazione Big Time Wrestling (a volte conosciuta come NWA Detroit) associata alla National Wrestling Alliance (NWA) ed era difeso nel territorio di Detroit.
Il titolo fu attivo dal 1965, anno in cui furono introdotti i primi campioni, fino al 1980, quando la NWA Detroit cessò le attività.

## Storia
I territori della National Wrestling Alliance erano tenuti a riconoscere un solo campione mondiale dei pesi massimi, ma la NWA consentiva ad ognuno di essi di stabilire un titolo mondiale di coppia, rendendoli di fatto dei titoli regionali, a discapito del nome.
La prima menzione di questa versione del titolo risale al febbraio 1965, quando i Tolos iniziarono ad essere annunciati come vincitori del titolo, nonostante non vi siano menzioni di alcun torneo per assegnarli. Nel 1967 avvennero dei cambi di titolo non ufficialmente riconosciuti dalla NWA Detroit ma solo nella zona dell'Ohio, facendo nascere una versione dell'Ohio del titolo, tuttavia di breve durata.
Il titolo fu disattivato nel 1980, quando la NWA Detroit chiuse.

## Albo d'oro
| Legenda  |                                                                               |
| -------- | ----------------------------------------------------------------------------- |
| #        | Indica il numero del regno titolato                                           |
| Regno    | Viene indicato il numero del regno del campione                               |
| Data     | La data in cui il titolo è stato vinto                                        |
| Località | Indica il luogo in cui il titolo è stato vinto                                |
| Note     | Indica notizie particolari riguardanti i cambi di titolo o altre informazioni |

| #                          | Campione                                     | Regno | Data              | Giorni | Località          | Evento     | Note | Fonti |
| -------------------------- | -------------------------------------------- | ----- | ----------------- | ------ | ----------------- | ---------- | --- | ----- |
| 1                          | Chris Tolos e John Tolos                     | 1     | febbraio 1965     | --     | --                | House show | Non è chiaro se i Tolos abbiano vinto un torneo per assegnare i titoli.                                                                            |       |
| 2                          | Johnny Barend e Magnificent Maurice          | 1     | 5 marzo 1965      | --     | --                | House show | | [ 2 ] |
| 3                          | Bobo Brazil e Sailor Art Thomas              | 1     | 1965              | --     | --                | House show | |       |
| 4                          | Boris Volkoff e Nikolai Volkoff              | 1     | 1965              | --     | --                | House show | |       |
| 5                          | Billy Red Lyons e Fred Curry                 | 1     | 28 aprile 1967    | --     | --                | House show | |       |
| †                          | Al Costello e Karl Von Brauner               | —     | 12 maggio 1967    | 62     | --                | House show | Il cambio di titolo fu riconosciuto in Ohio ma non a Detroit. Probabilmente avrebbe dovuto segnare la nascita della versione dell'Ohio del titolo. |       |
| †                          | Bill Miller e Dan Miller                     | —     | 13 luglio 1967    | 15     | Columbus, Ohio    | House show | |       |
| †                          | Al Costello e Ray St. Clair                  | —     | 28 luglio 1967    | —      | --                | House show | La versione di Ohio del titolo non è più menzionata a partire da agosto 1967.                                                                      |       |
| 6                          | Al Costello e Ray St. Clair                  | 1     | 1967              | --     | --                | House show | |       |
| 7                          | Fred Curry (2) e Dan Miller                  | 1     | 1968              | --     | --                | House show | |       |
| 8                          | Paul Dupree e Ron Dupree                     | 1     | 1968              | --     | --                | House show | |       |
| 9                          | Ben Justice e Rocky Johnson                  | 1     | 18 gennaio 1969   | --     | Detroit, Michigan | House show | |       |
| 10                         | Paul Dupree e Ron Dupree                     | 2     | 1969              | --     | --                | House show | |       |
| 11                         | Lou Klein e Roy Klein                        | 1     | 30 agosto 1969    | --     | Detroit, Michigan | House show | |       |
| 12                         | Skull Brothers                               | 1     | 1969              | --     | --                | House show | |       |
| 13                         | Ben Justice (2) e Guy Mitchell               | 1     | 31 gennaio 1970   | 49     | Detroit, Michigan | House show | |       |
| 14                         | Dick Murdoch e Dusty Rhodes                  | 1     | 21 marzo 1970     | 140    | Detroit, Michigan | House show | |       |
| 15                         | Bobo Brazil (2) e Lord Athol Layton          | 1     | 8 agosto 1970     | 133    | Detroit, Michigan | House show | |       |
| —                          | Vacante                                      | —     | 19 dicembre 1970  | —      | —                 | —          | Il titiolo fu reso vacante in seguito ad un infortunio di Layton.                                                                                  |       |
| 16                         | Al Costello (2) e Don Kent                   | 1     | 18 dicembre 1971  | --     | Detroit, Michigan | House show | In un torneo per riassegnare i titoli vacanti, sconfiggendo in finale Ben Justice e The Mitchell.                                                  |       |
| 17                         | Ben Justice (3) e Guy Mitchell (2)           | 2     | maggio 1972       | --     | --                | House show | |       |
| 18                         | Al Costello (3) e Ray St. Clair (2)          | 2     | 20 maggio 1972    | 56     | Detroit, Michigan | House show | |       |
| 19                         | Ben Justice (4) e Guy Mitchell (3)           | 3     | 15 luglio 1972    | 147    | Detroit, Michigan | House show | |       |
| 20                         | Karl Von Schotz e Kurt Von Hess              | 1     | 9 dicembre 1972   | --     | Detroit, Michigan | House show | |       |
| 21                         | Fred Curry (3) e Tony Marino                 | 1     | dicembre 1972     | --     | --                | House show | |       |
| 22                         | Karl Von Schotz e Kurt Von Hess              | 2     | 23 gennaio 1973   | 10     | Detroit, Michigan | House show | |       |
| 23                         | Fred Curry (4) e Tony Marino (2)             | 2     | 2 febbraio 1973   | 16     | Detroit, Michigan | House show | |       |
| 24                         | Karl Von Schotz e Kurt Von Hess              | 3     | 18 febbraio 1973  | --     | Detroit, Michigan | House show | |       |
| 25                         | Fred Curry (5) e Luis Martinez               | 1     | aprile 1973       | --     | Detroit, Michigan | House show | |       |
| 26                         | Ben Justice (5) e Killer Tim Brooks          | 1     | 1973              | --     | --                | House show | |       |
| 27                         | Bobo Brazil (3) e Guy Mitchell               | 1     | 21 luglio 1973    | 50     | Detroit, Michigan | House show | |       |
| 28                         | Ben Justice (6) e Killer Tim Brooks (2)      | 2     | 9 settembre 1973  | 3      | --                | House show | |       |
| 29                         | Guy Mitchell (4) e Tex McKenzie              | 1     | 12 settembre 1973 | --     | --                | House show | |       |
| 30                         | Ben Justice (7) e Killer Tim Brooks (3)      | 3     | 1973              | --     | --                | House show | |       |
| 31                         | Fred Curry (6) e Tony Marino (3)             | 3     | 17 novembre 1973  | 49     | Detroit, Michigan | House show | |       |
| 32                         | Karl Von Schotz e Kurt Von Hess              | 4     | 5 gennaio 1974    | 28     | Detroit, Michigan | House show | |       |
| 33                         | Fred Curry (7) e Tony Marino (4)             | 4     | 2 febbraio 1974   | 14     | Detroit, Michigan | House show | |       |
| 34                         | Karl Von Schotz e Kurt Von Hess              | 5     | 16 febbraio 1974  | 84     | Detroit, Michigan | House show | |       |
| 35                         | Bobo Brazil (4) e Tony Marino (5)            | 1     | 11 maggio 1974    | --     | Detroit, Michigan | House show | |       |
| —                          | Vacante                                      | —     | giugno 1974       | —      | —                 | —          | Il titolo venne reso vacante in seguito ad un finale controverso di una difesa titolata.                                                           |       |
| 36                         | Bobo Brazil (5) e Tony Marino (6)            | 2     | 15 giugno 1974    | --     | --                | House show | |       |
| 37                         | Abdullah the Butcher e Killer Tim Brooks (4) | 1     | 1974              | --     | --                | House show | |       |
| 38                         | Bobo Brazil (6) e Tony Marino (7)            | 3     | 1974              | --     | --                | House show | |       |
| 39                         | Bolo Mongol e Geeto Mongol                   | 1     | 1974              | --     | --                | House show | |       |
| 40                         | Bobo Brazil (7) e Fred Curry (8)             | 1     | novembre 1974     | --     | --                | House show | |       |
| 41                         | Angelo Poffo e Lanny Poffo                   | 1     | gennaio 1975      | --     | --                | House show | |       |
| 42                         | Hank James e Mighty Igor                     | 1     | 1975              | --     | --                | House show | |       |
| 43                         | Afa e Sika                                   | 1     | 19 luglio 1975    | 98     | --                | House show | |       |
| 44                         | Fred Curry (9) e Hank James (2)              | 1     | 25 ottobre 1975   | 13     | --                | House show | |       |
| 45                         | Afa e Sika                                   | 2     | 7 novembre 1975   | 41     | --                | House show | |       |
| 46                         | Karl Von Brauner e Kurt Von Brauner          | 1     | 18 dicembre 1975  | 51     | Toledo, Ohio      | House show | |       |
| 47                         | Chris Colt e Count Drummer                   | 1     | 7 febbraio 1976   | --     | --                | House show | |       |
| 48                         | Chris Colt (2) e Lanny Poffo (2)             | 1     | marzo 1976        | --     | --                | House show | Drummer ha ceduto la sua parte di titolo a Poffo.                                                                                                  |       |
| 49                         | Chris Markoff e Dominic DeNucci              | 1     | 1 maggio 1976     | --     | Detroit, Michigan | House show | |       |
| 50                         | Al Costello (4) e Tony Charles               | 1     | 1976              | --     | --                | House show | |       |
| 51                         | Luke Graham e Ripper Collins                 | 1     | 24 aprile 1977    | --     | --                | House show | |       |
| 52                         | Ed George e Hank James (3)                   | 1     | 1977              | --     | --                | House show | |       |
| 53                         | Bounty Hunters                               | 1     | 1977              | --     | --                | House show | |       |
| 54                         | Ed George (2) e Lou Klein                    | 1     | 9 luglio 1977     | 0      | --                | House show | |       |
| —                          | Vacante                                      | —     | 9 luglio 1977     | —      | —                 | —          | Klein si ritirò in seguito alla vittoria del titolo.                                                                                               |       |
| 55                         | Ed George (3) e Moose Cholak                 | 1     | aprile 1978       | --     | --                | House show | |       |
| Storia del titolo non nota |                                              |       |                   |        |                   |            | |       |
| 56                         | John Bonello e Randy Scott                   | 1     | aprile 1980       | --     | --                | House show | |       |
| 57                         | Frankie Laine e George Steele                | 1     | 3 maggio 1980     | 21     | Detroit, Michigan | House show | |       |
| 58                         | John Bonello e Randy Scott                   | 2     | 24 maggio 1980    | 35     | Detroit, Michigan | House show | |       |
| 59                         | Giant Baba e Jumbo Tsuruta                   | 1     | 28 giugno 1980    | --     | Detroit, Michigan | House show | |       |
| —                          | Disattivato                                  | —     | ottobre 1980      | —      | —                 | —          | Il titolo venne disattivato quando la NWA Detroit cessò le attività.                                                                               |       |